# Geniostoma randianum
Geniostoma randianum là một loài thực vật có hoa trong họ Mã tiền. Loài này được Merr. & L.M.Perry mô tả khoa học đầu tiên năm 1942.